# Lote económico de producción
Lote económico de producción (conocido en inglés como economic production quantity o por su sigla EPQ) es un modelo matemático para control de inventarios que extiende el modelo de cantidad económica de pedido a una tasa finita de producción. Así, en este modelo la recepción de pedidos de inventario y la producción y venta de productos finales ocurrirán de forma simultánea, lo que lo diferencia del modelo de cantidad económica de pedido. Su finalidad es encontrar el lote de producción de un único producto para el cual los costos por emitir la orden de producción y los costos por mantenerlo en inventario se igualan. El modelo fue formulado inicialmente por E. W. Taft en 1918.

## Características
1. La demanda es conocida, constante e independiente. En general se trabaja con unidades de tiempo anuales pero el modelo puede aplicarse a otras unidades de tiempo.[4]
2. Los productos son producidos y vendidos simultáneamente
3. El tiempo de espera, tiempo de carga o tiempo de reabastecimiento, del proveedor es constante y determinista.
4. El nivel de inventario se reabastece progresivamente a lo largo de un período de tiempo.
5. La cantidad a pedir es constante.
6. Los costes totales son la suma de los costes de mantener el inventario y los costes de pedido (orden), y son constantes a lo largo del tiempo.
7. No existen descuentos por volumen de pedido.

## Modelo

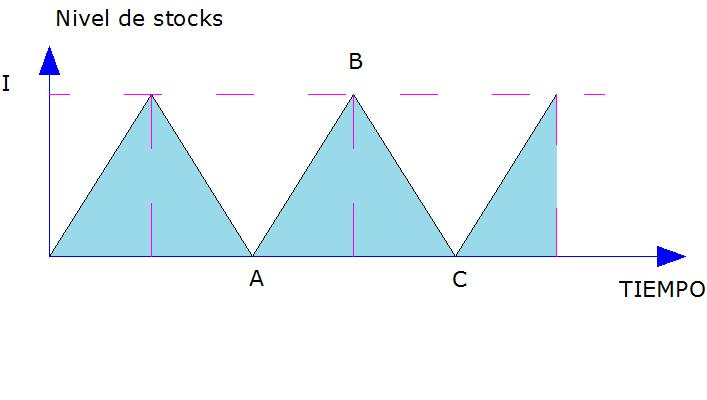
Evolución en el tiempo del nivel de inventario para el caso de producción y consumo simultáneos

Normalmente una orden de pedido es seguida de una orden de producción del artículo pedido, esto es, aquello que es pedido será producido y vendido a medida que llegue a la empresa. A diferencia de lo que ocurre en el modelo de cantidad económica de pedido, el pedido irá llegando al inventario durante un período de tiempo (el inventario no se reabastece instantáneamente). La tasa de producción, tiene que ser mayor que la tasa de demanda, ya que si no fuese así no existiría inventario y se estaría sin existencias (con los correspondientes elevados costes de no tener existencias).
No solo se observa en este modelo que el inventario se reabastece progresivamente a lo largo de un período de tiempo, sino que, al igual que en cualquiera de los otros modelos de gestión de inventarios, va a existir un tiempo de espera, definido como el tiempo (p. ej. número de días) que transcurre entre la petición de un lote y la recepción de dicho lote.
Las nuevos pedidos de inventario se realizarán cuando el mismo llegue al nivel cero, o bien, cuando se llegue al punto de pedido. El punto de pedido o cantidad en existencias mínimas se utiliza para disminuir el riesgo de no tener existencias. Cuando el nivel de inventario llega al punto de pedido se procede a ejecutar la petición de un nuevo lote. Se calcula tal que
 punto de pedido = tiempo de espera × D (ambos, tiempo de espera y demanda, deben estar en las mismas unidades, normalmente días)
La tasa de producción, P, es el número de unidades producidas en un periodo de tiempo. Esta tasa de producción podrá ser anual, pero se podrá encontrar en términos diarios, como suele ocurrir en este modelo. De la misma forma, la demanda D que  viene en la mayoría de los casos de forma anual, podrá ser encontrada en este modelo con carácter diario. Por ejemplo, a la hora de analizar el nivel de inventario durante el tiempo de espera es interesante analizar la tasa diaria de producción con respecto a la demanda diaria.
Cuando el inventario se agota (punto A en el gráfico), o se llega al punto de reabastecimiento se ejecuta la orden de pedido del lote Q. Se requiere un tiempo de producción Q/P. Durante este tiempo, el inventario se va acumulando a una tasa P-D, por lo que cuando se acabe la producción del lote de tamaño Q se alcanzará el nivel máximo de inventario I (punto B), que es:
{\displaystyle I={Q \over P}(P-D)=Q(1-{D \over P})\,\!}
Desde este punto, el nivel de inventario decrece, como consecuencia de una demanda uniforme y constante, cuando las existencias se agotan el ciclo se inicia de nuevo.
Costo anual de emisión:
{\displaystyle {\mbox{Costo anual de emisión}}={D \over Q}\times CE\,\!}
El inventario promedio:
{\displaystyle {\mbox{Inventario promedio}}={Q \over 2}(1-{D \over P})\,\!}
Por lo que el costo anual de mantener inventarios es:
{\displaystyle {\mbox{Costo anual de mantener inventarios}}={Q \over 2}(1-{D \over P})\times r\times c\,\!}
El costo total anual:
{\displaystyle {\mbox{CT= Costo anual de emisión + Coste anual de mantener inventarios}}\,\!}
{\displaystyle {\mbox{CT}}={D \over Q}\times CE+{Q \over 2}(1-{D \over P})\times r\times c\,\!}
Se puede obtener de la misma forma que para el caso del modelo simple, el valor del lote óptimo que minimiza los costos:
{\displaystyle Q^{*}={\sqrt {2\times D\times CE \over r\times c\times (1-{D \over P})}}\,\!}
Como era de esperar, para un aprovisionamiento instantáneo, P = ∞, se obtiene la fórmula de cantidad económica de pedido.

## Ventajas e inconvenientes
A diferencia del modelo de cantidad económica de pedido, este modelo es menos estático que el anterior, adaptándose más a la realidad. Al considerar que el reabastecimiento de inventario no se produce instantáneamente y que el inventario se construye progresivamente a medida que se produce y se vende, el modelo logra recoger situaciones del mundo real. Así mismo, la consideración de tasas de producción y demandas diarias permite ajustar más eficazmente el modelo a la realidad, obteniendo cantidades por pedido óptimas que lograrán minimizar costes totales teniendo en cuenta costes de mantenimiento de inventario más realistas. 
Por otro lado, el modelo, aunque más dinámico que el de cantidad económica de pedido, sigue presentando diversas limitaciones derivadas de sus supuestos. Así, la demanda será nuevamente constante, fenómeno que no ocurrirá en el mundo real donde se encuentran demandas variables que podrán presentar estacionalidad o irregularidad derivada de pocos y periódicos compradores de grandes volúmenes, etc. Suponiendo que la demanda permanecerá constante a lo largo del año y tomando decisiones sobre la cantidad por pedido basándose en ello se está expuestos al riesgo de cambios en la demanda que anulen la validez de nuestras predicciones. No sólo a nivel anual, la demanda también podrá estar expuesta a variaciones durante el tiempo de espera que podrán conducir a no tener existencias, lo que supondrá el fracaso de nuestra política de gestión de inventarios. En este último caso, se tendrá que recurrir al uso de modelos probabilísticos para la estimación de niveles de demanda, costes de no tener existencias, etc.
Por último, poniendo en comparación el modelo de lote económico de producción con el modelo de cantidad económica de pedido, se observa que el primero presenta una reducción en costes totales de mantener inventario respecto al segundo. Así, el hecho de que en el modelo que se ha analizado en este artículo el nivel medio anual de inventario sea menor que en el modelo de cantidad económica de pedido debido a la producción y simultánea venta, hace que los costes totales de mantener inventario sean menores.